# Landesversicherungsanstalt der Rheinprovinz (Gebäude)

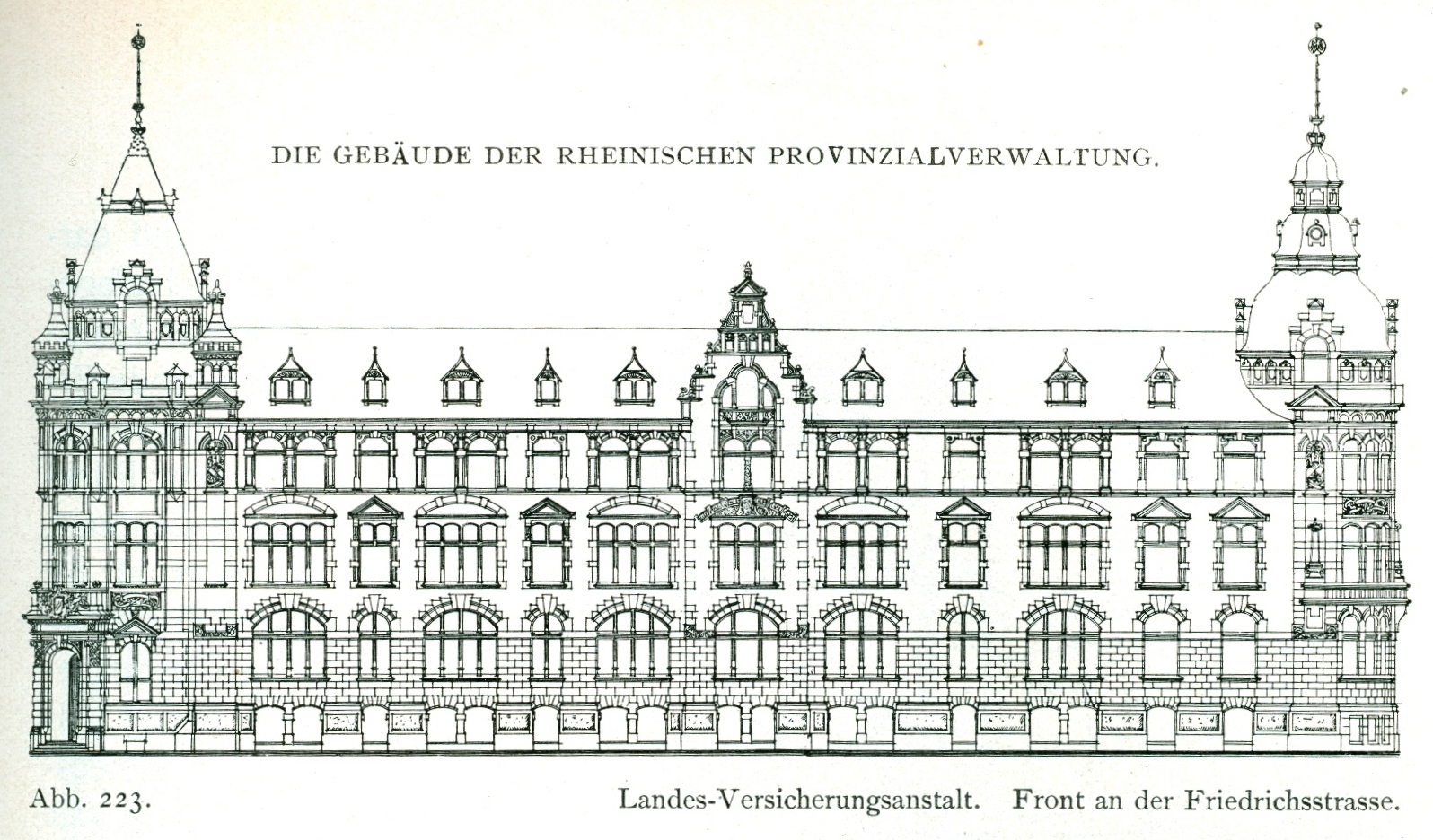
Ansicht zur Friedrichstraße

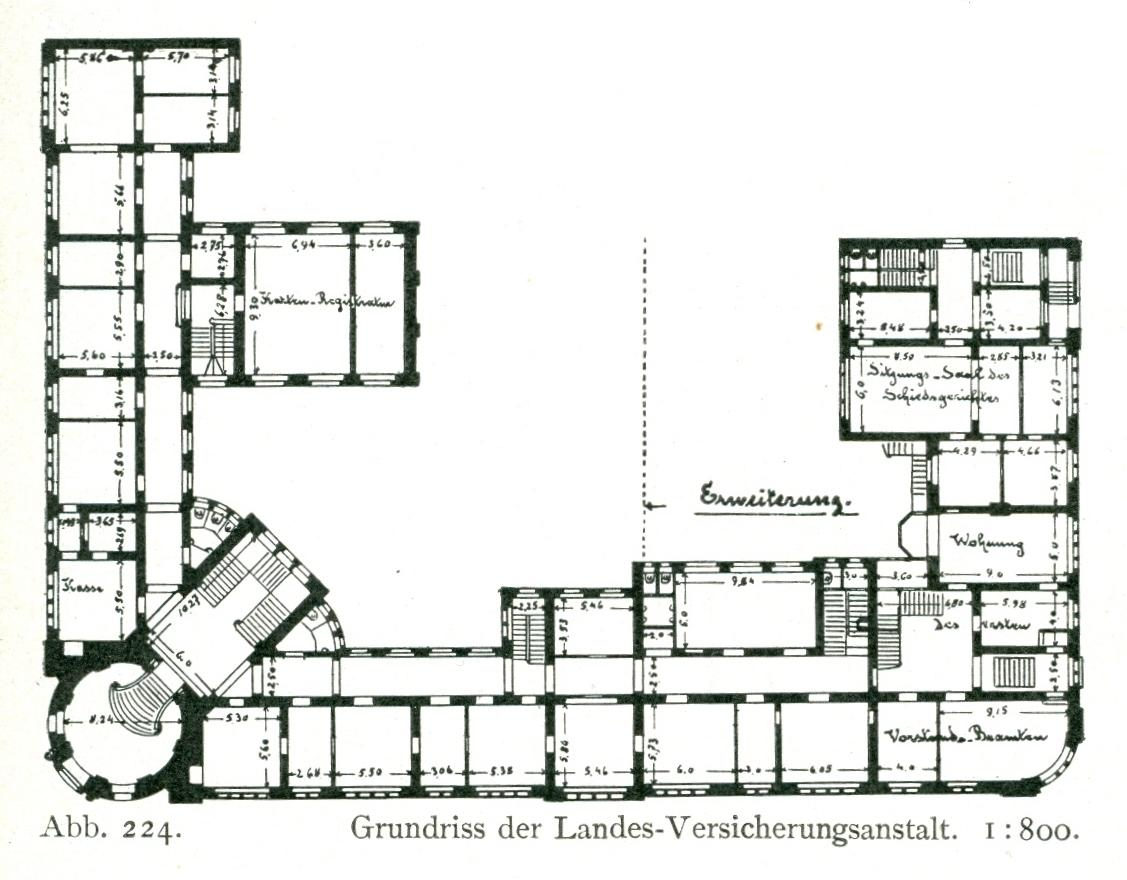
Grundriss des Erdgeschosses

Das Gebäude der Landesversicherungsanstalt der Rheinprovinz wurde 1895–1896 an der Straßenecke Friedrichstraße / Adersstraße in Düsseldorf im Stil „modernisierte[r] Renaissanceformen“ (Neorenaissance) nach Plänen der Architekten Hubert Jacobs und Gottfried Wehling erbaut. Bereits 1901 musste ein Erweiterungsbau von Hermann vom Endt an der Luisenstraße ausgeführt werden. Das Gebäude hatte somit eine Fassade an drei Straßenfronten und 1860 m² bebaute Fläche.
Das Gebäude hatte ein Sockelgeschoss, ein hochliegendes Erdgeschoss und zwei Obergeschosse. Das Sockelgeschoss war 3,36 m hoch. Darin befanden sich eine Hausmeisterwohnung, drei Botenwohnungen, die Wirtschaftsräume der Wohnung des ersten Vorstandsbeamten, weiter einige Büro-, Registratur- und Kistenräume. Das Erdgeschoss war 4,80 m hoch, das erste Obergeschoss war 4,75 m und das zweite Obergeschoss 4,25 m hoch. Im Erd- und Obergeschoss befanden sich Büro- und Diensträume. Sowohl die Landwirtschaftliche Berufsgenossenschaft als auch das Schiedsgericht für die Arbeiterversicherung hatten Säle und Räume im Gebäudekomplex. Das Schiedsgericht erhielt daneben auch einen Sitzungssaal mit Kasse.